# Peter Udo Brückner
Peter Udo Brückner (* 3. Dezember 1985 in Erlabrunn) ist ein deutscher Künstler.

## Leben
Brückner wuchs in Grünhain auf. Sein Studium der Fotografie in Bielefeld absolvierte er mit „Arbeiten mit Karamell“ 2011. Zwischen 2011 und 2012 studierte er Kunstgeschichte Afrikas und Ethnologie an der FU Berlin. Seit 2012 studiert er an der Hochschule für Grafik und Buchkunst Leipzig in der Fachklasse für Fotografie von Tina Bara und der Klasse Intermedia von Alba D’Urbano.

## Arbeit
Brückners Arbeiten zeigen fragile und vergängliche Plastiken. Zumeist verwendet er Karamell, das sich durch den Einfluss von Luftfeuchtigkeit verflüssigt und so die Plastiken in ihrer Form verändert. Andere Materialien, wie Silikon oder Polyurethan, mit denen Brückner arbeitet, stellen ähnliche Form- oder Oberflächenveränderungen dar, die hier jedoch der Flexibilität und den Alterungsprozessen der jeweiligen Materialien folgen.

## Ausstellungen
- Im Februar 2014 zeigte der Kunstraum Liska Arbeiten aus Karamell und Silikon in einer Ausstellung mit dem Titel Meine Tat, die tröstet mich.
- Von Februar bis März 2014 war Brückner mit seiner Ausstellung Es regnet vierhundert Tropfenr im D21 in Leipzig zu sehen. Ausgestellt wurden Arbeiten aus den Jahren 2013 und 2014 in Karamell, Silikon und Polyurethan.